# Ишкембе чорбасы
Ишкембе́ чорбасы́ (тур.  İşkembe çorbası, от Işkembe — требуха или рубец, çorba — суп; болг. и макед. шкембе чорба) — суп из требухи. Из персидского shekambe (شکمبه, «рубец») и shurba (شوربا, «суп»). Традиционное блюдо турецкой, болгарской, македонской, сербской и боснийской кухонь.
В турецкой кухне ишкембе чорбасы считается самым известным из её разнообразных супов, в Турции его обычно едят поздней ночью, после застолья и многочисленных закусок, он имеется в меню турецких круглосуточных ресторанчиков. Ишкембе чорбасы обычно готовят из овечьего или говяжьего рубца и едят с уксусно-чесночным соусом, или с добавлением яично-лимонного соуса тербие (terbiye). Блюдо можно сделать из разных частей желудка, встречаются названия: «Tuzlama, işkembe, şirden и damar». Как и в некоторых других странах, суп рассматривается как хорошее средство от похмелья и часто встречается в новогодних меню. Впервые это было зафиксировано с 1800-х годов, когда блюдо охарактеризовали как популярный среди османов суп, употребляемый после ракы. Аналогичный суп из рубца или требухи готовят в Греции (skembés, σκεμπές), Болгарии (шкембеджийница), Румынии (ciorbă de burtă) и на Балканах (шкембе чорба). В Турции и на Балканах он считается национальным супом.
Требуху длительно отваривают до готовности с лимонным соком и несколькими зубчиками чеснока, нарезают, бульон загущивают ру, добавляют специи. В рецептах среди ингредиентов встречается паприка, сметана, молоко, бекон.